# Klausentalhütte
Die Klausentalhütte ist eine bewirtschaftete Schutzhütte des Ortsvereins Diedesfeld des Pfälzerwald-Vereins im Pfälzerwald. 

## Lage
Sie befindet sich im südlichen Teil der Haardt im Talausgang des Klausentals in die Rheinebene. Die Hütte liegt in einer Höhe von 265 m.

## Zugänge und Wanderungen
In etwa 200 m Entfernung befindet sich ein Wandererparkplatz, der von den Orten Alsterweiler oder Diedesfeld erreicht werden kann. Von der Hütte kann aufsteigend durch das Klausental der Kalmitgipfel (672 m) über die Passhöhe Hahnenschritt und die Hohe Loog (618 m) erreicht werden. Als Ausgangspunkt weiterer Wanderungen kann das Hambacher Schloss ein Ziel sein. Die benachbarten Hütten des Pfälzerwaldvereins sind das Kalmithaus und das Hohe-Loog-Haus.

## Geschichte
Die Hütte wurde von der Ortsgruppe Diedesfeld des Pfälzerwaldvereins im Jahre 1961 erbaut. Bis 2001 erfolgte die Bewirtschaftung der Hütte in Eigenregie, seitdem liegt diese in den Händen wechselnder Pächter. Mit den anderen Häusern des Pfälzerwald-Vereins ist sie seit 2021 mit dem Eintrag Pfälzerwaldhütten-Kultur Bestandteil des Immateriellen Kulturerbes in Deutschland der deutschen UNESCO-Kommission.